# Região Econômica do Norte
A Região Econômica do Norte (russo: Се́верный экономи́ческий райо́н, tr.: Severny ekonomicheski raion) é uma das doze Regiões Econômicas da Rússia.

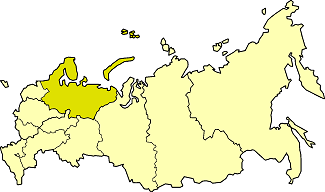
A Rússia e a Região Econômica do Norte

Os principais setores econômicos na Região são a mineração, o ferro e a metalurgia, o corte de árvores, a produção de celulose, papel e papelão e a indústria alimentícia (pesca). Na Região existem duas jazidas de minério de ferro, que se utiliza no complexo metalúrgico de Cherepovets e para a exportação, principalmente para a Finlândia. Na zona das montanhas Khibiny encontram-se jazidas de fosfatos e apatita.
A agricultura consiste principalmente em carne e leite, em suínos e na criação de rebanhos de renas no Norte. As culturas agrícolas são especialmente batatas, frutas, forragem e linho. O fornecimento de eletricidade na parte oriental da Região não é suficiente, o que faz com que essa área seja uma importadora de energia. Na parte ocidental há uma central nuclear (Kola NNP). 
Tem uma superfície de 1.466.300 km², com uma população de 5.861.000 habitantes (densidade: 4 hab/km²), dos quais 76% é população urbana.

## Composição
1. República da Carélia
2. República de Komi
3. Oblast de Arkhangelsk
4. Oblast de Murmansk
5. Oblast de Vologda
6. Okrug Autônomo da Nenétsia

## Indicadores socioeconômicos
Na zona ártica da Rússia, os salários mensais são bastante superiores que a média do país, ainda que a possibilidade de recebe-los integralmente seja inferior à media. Uma grande proporção da população está empregada pelo estado. O desemprego é 20% maior do que o da Rússia como um todo.
Pese em que as condições climáticas são desalentadoras, a expectativa de vida de homens e mulheres está na média da Federação. Os jovens que ambicionam educação superior tendem a abandonar a Região, já que a proporção de estudantes na população é uma quinta parte menor que a média nacional. Também a expectativa de melhoria nas condições de vida é menor que a média russa.